# Ковалёв, Станислав Александрович
Станислав Александрович Ковалёв (родился 17 октября 1991 года в Москве) — российский фигурист, выступавший в мужском одиночном катании. Двукратный бронзовый призёр Кубка России (2008, 2009).

## Карьера
Спортивную карьеру начал в 4 года в ледовом дворце спорта «Сокольники» (Москва) у Анастасии Бурновой. После недолгое время катался у Веры Анатольевны Арутюнян. Следующими тренерами были Игорь Русаков и Жанна Громова, которые сделали очень многое для обучения спортсмена сложным элементам и выхода на международный уровень. В начале 2010 года Станислав поменял тренера, перешёл в группу Виктора Кудрявцева.
Участник юниорского чемпионата мира 2009 года (16-е место). В сезоне 2009/2010 на этапах юниорской серии Гран-при занял 3 и 2 места, что позволило ему отобраться на финал серии Гран-при среди юниоров, где занял седьмое место.
На взрослом уровне участвовал в четырёх чемпионатах России, но не поднимался выше девятого места. На Кубке России дважды был бронзовым призёром финалов среди взрослых. В сезоне 2010/2011 неудачно выступал на этапах Кубка России (6-е место на II этапе и 5-е на V этапе).